# Новосёловка (Вольнянский район)
Новосёловка (укр. Новоселівка) — село,
Павловский сельский совет,
Вольнянский район,
Запорожская область,
Украина.
Код КОАТУУ — 2321586108. Население по переписи 2001 года составляло 180 человек.

## Географическое положение
Село Новосёловка находится на правом берегу реки Вольнянка,
выше по течению на расстоянии в 1,5 км расположено село Беляевка,
ниже по течению на примыкает село Вольнянка,
на противоположном берегу — город Вольнянск.
Река в этом месте пересыхает, на ней сделана запруда.

## История
- 1890 год — дата основания.